# 妙香山
妙香山（：／），是北韓的登山觀光勝地，位於慈江道香山郡、熙川市及平安南道寧遠郡的交界處，自古以來聞名遐爾、山勢奇妙、漫山松柏樹馨香撲鼻，故此得名。它集山水、峽谷、森林美，面積達375平方公里，邊界128公里，主峰「毘盧峰」（비로봉）海拔1,909米，分為「上元洞」（상원동）、「萬瀑洞」（만폭동）、「毘盧峰」（비로봉）等3個「觀光區」。

## 上元洞觀光區
「上元洞」可謂妙香山風景之最，亦是最短的路徑。登山線路全長55公里，大部分觀光團隊都會選擇這條路線，整個路程，漫山松柏香氣逼人來，瀑布無數，入「上元洞」的峽谷，經「上元門」（상원문），便能欣賞「金剛瀑」、「臺下瀑」、「龍淵瀑」、「引虎臺」與始建於11世紀初期的普賢寺及「上元庵」（상원암）。

## 萬瀑洞觀光區
「萬瀑洞」一谷，由「香爐峰」迤邐而下的山脊形成，大小瀑布、名沼碧潭、觀景奇岩眾多，如「序曲瀑布」（서곡폭포）、「武陵瀑布」（무릉폭포）、「銀絲瀑布」（은사폭포）、「游仙瀑布」（유선폭포）、「飛仙瀑布」（비선폭포）、「九層瀑布」（구층폭포）、「八潭」（팔담）、「萬瀑臺」（만폭대）、「飛仙臺」（비선대）、「檀君臺」（단군대）等。

## 毗盧峰觀光區
妙香山主峰「毗盧峰」，高海拔1,909米，山勢險峻，動植物種類繁多，是登山遊覽的理想之地，觀光客客沿遊覽路程攀登，可以鍛鍊身心。為方便起見，登山路程均設有安全設施、休息場所，遊客在這裡可以觀景休息。在登山路程游客還可以觀賞到許多文物古跡，如「能引庵」（능인암）、「金剛庵」（금강암）、「華藏庵」（화장암）、8角13層石塔、4角9層石塔、普賢寺石碑等。

## 其他景點
距「妙香川」（묘향천）約1.5公里處，有座仿古代朝鮮建築風格的國際友誼展覽館，它展出著世界各國的各界人士向金日成及金正日饋贈的禮品。

## 氣候
- 全年平均氣溫攝氏8.2度；全年總降雨量1,308毫米；
- 1月份平均氣溫攝氏-10.9度；平均降雨量16.2毫米；
- 2月份平均氣溫攝氏-6.9度；平均降雨量16.5毫米；
- 3月份平均氣溫攝氏0.8度；平均降雨量31.3毫米；
- 4月份平均氣溫攝氏9度；平均降雨量53.8毫米；
- 5月份平均氣溫攝氏15.7度；平均降雨量76.2毫米；
- 6月份平均氣溫攝氏20.2度；平均降雨量120.8毫米；
- 7月份平均氣溫攝氏23.8度；平均降雨量400.2毫米；
- 8月份平均氣溫攝氏23.8度；平均降雨量331.6毫米；
- 9月份平均氣溫攝氏17.7度；平均降雨量128.7毫米；
- 10月份平均氣溫攝氏10.1度；平均降雨量57.4毫米；
- 11月份平均氣溫攝氏1.9度；平均降雨量49.2毫米；
- 12月份平均氣溫攝氏-6.9度；平均降雨量26.1毫米；

## 交通
電氣化鐵路：平壤至「香山郡」
高速公路：平壤至「香山郡」，距離約150公里，約1.5小時車程。

## 鄰近的觀光熱點
龍門溶洞：位於平安北道之「球場郡」，洞穴深邃奇妙的6公里隊道，洞內的鐘乳石（石灰岩）、石筍，千態萬狀，是世界罕見的洞景之一。

## 妙香山与檀君
妙香山檀君臺也为传说中的朝鲜族祖先仙人檀君降临的地方，后新罗国大儒崔致远曾在山上刻天符经以纪念檀君。